# Corradodue
Corradodue è un programma radiofonico della RAI trasmesso da Radiodue nel 1980 - 1981, che veniva irradiato dagli studi della sede di Firenze, col sottotitolo incontri a sorpresa provocati da  Corrado con la complicità di Riccardo Mantoni e Jacopo Rizza.
Al programma partecipavano ospiti del mondo della cultura e dello spettacolo; fra i partecipanti anche Peter Van Wood. La sigla era la versione strumentale di Charlie è una lenza già proposta da Corrado, nella stagione precedente, come sigla della terza edizione di Domenica in. La trasmissione, irradiata in orario meridiano, come traino del GR2 Radiogiorno ogni mercoledì, comprendeva anche  una sorta di contro-quiz, come amava definirlo Corrado, per due concorrenti ai quali venivano proposte domande al contrario o al fulmicotone, e altri giochi che furono poi ripresi nel programma Il pranzo è servito, di cui questa trasmissione radiofonica può essere considerata l'antesignana.